# 실베스테르 베드나레크
실베스테르 베드나레크(폴란드어: Sylwester Bednarek, 1989년 4월 28일~)는 폴란드의 육상 선수로 주 종목은 높이뛰기이다. 2016년 하계 올림픽 남자 높이뛰기 종목에 참가했으며 2009년 세계 육상 선수권 대회에서 남자 높이뛰기 동메달을 획득했다.